# Laura La Piana
Laura La Piana (Italia, 27 de julio de 1981) es una nadadora italiana retirada especializada en pruebas de larga distancia en aguas abiertas, donde consiguió ser medallista de bronce mundial en 2005 en los 25 km en aguas abiertas.

## Carrera deportiva
En el Campeonato Mundial de Natación de 2005 celebrado en Montreal (Canadá), ganó la medalla de plata en los 25 kilómetros en aguas abiertas, con un tiempo de 5:25:11 segundos, tras la neerlandesa Edith van Dijk (oro con 5:25:06.6 segundos) y la alemana Britta Kamrau (plata con 5:25:06.9 segundos).